# رعد و برق (مجموعه تلویزیونی)
 رعد و برق  مجموعه‌ای تلویزیونی به کارگردانی بهروز افخمی و تهیه کنندگی داوود هاشمی که در رمضان ۱۴۰۰ از شبکه ۵ پخش شد اما به علت آماده نبودن قسمت‌های بعدی و طولانی شدن پروسه تدوین تنها قسمت اول این سریال پخش شد و ادامه پخش آن متوقف شد.
اولین قسمت این سریال در ۱۵ آبان ماه ۱۴۰۲ از شبکه یک سیما پخش شد.

## تولید و پخش
بعد از توقف به دلیل شرایط کرونایی کشور، تصویربرداری را در روستای ییلاقی درازنو بر فراز ابرهای استان گلستان ادامه داده‌اند.
رعد و برق توانسته تقریباً یک سوم تصویربرداری را پیش ببرد و در تلاش است خودش را به آنتن ماه رمضان ۱۴۰۰ برساند. کار ۲۵ قسمتی که به تهیه‌کنندگی داوود هاشمی و کارگردانی بهروز افخمی این روزها در استان گلستان، لرستان، خوزستان فیلمبرداری می‌شود.
این مجموعه تلویزیونی قرار بود از شبکه ۵ سیما ساعت ۲۳ در ماه رمضان ۱۴۰۰ پخش شود که پس از حدود ۲ سال از ۱۵ آبان ماه ۱۴۰۲ از شبکه یک سیما در ساعت ۲۲:۱۵ پخش شد.

## توقف پخش
سریال «رعد و برق» به دلیل سنگینی پس‌تولید، از کنداکتور حذف شد و شبکه پنج سیما ضمن عذرخواهی از مخاطبان، یک سریال چینی جایگزین کرد.

## داستان
داستان  رعد و برق  گوشه‌ای از زحمات و مجاهدت‌های مردم و سیل زدگان را در ماجرای سیل و اتفاقاتی که افتاده را نشان می‌دهد.

## بازیگران
- مهران رجبی
- محمد فیلی
- شهرام قائدی
- مزدک رستمی
- شهین تسلیمی
- سام کبودوند
- مختار سائقی
- ابراهیم امیرخانی
- تورج فرامرزیان
- مهدی زمین پرداز
- حسن علیرضایی
- امیر موسوی
- نیوشا مدبر
- سپیده موسوی
- ویدا موسوی
- ابراهیم یوسفی
- مجید درستی
- شهرام ایری
- اسماعیل حبیب لی
- ماکان عقیلی
- داوود عصمتی
- حامد محمدخانی
- حسین قزلباش
- یوسف شکوهی
- مرتضی قزلسفلو
- منصور نوبخت
- پوریا منجزی
- نگار مسلط
- رضا ضیایی